# グレゴリー・サントス
グレゴリー・オマール・サントス（Gregory Omar Santos, 1999年8月28日 - ）は、ドミニカ共和国のサン・クリストバル州サン・クリストバル出身のプロ野球選手（投手）。右投右打。MLBのシアトル・マリナーズ所属。

## 経歴

### プロ入りとレッドソックス傘下時代
2015年に国際フリーエージェントでボストン・レッドソックスと契約した。
2016年は、傘下のドミニカン・サマーリーグ・レッドソックスでプレーし、3勝3敗、防御率4.17だった。

### ジャイアンツ時代
2017年7月26日にエドゥアルド・ヌニェスとのトレードで、ショーン・アンダーソンと共にサンフランシスコ・ジャイアンツに移籍した。2017年シーズンは、ドミニカン・サマーリーグ・レッドソックスとドミニカン・サマーリーグ・ジャイアンツでプレーし、3勝0敗、防御率1.29の成績を残した。
2018年はセーラムカイザー・ボルケイノスでプレーし、2勝5敗、防御率4.53の成績を残し、ノースウェストリーグのオールスターに選ばれた。
2019年はオーガスタ・グリーンジャケッツでプレーし、1勝5敗、防御率は2.86だった。肩の問題でシーズンの後半は登板がなかった。
2020年はCOVID-19の影響でマイナーリーグのシーズンが中止となり、公式戦への出場はなかった。オフの11月20日にロースターに追加された。
2021年4月22日にメジャーリーグに昇格し、その日のマイアミ・マーリンズ戦でメジャーデビューを果たし、無失点に抑えた投手としては、ナ・リーグで6番目に若い選手になった。4月28日、マイク・トークマンの加入に伴い、傘下AAA級のサクラメント・リバーキャッツに降格した。6月29日に禁止薬物であるアンドロゲンとスタノゾロールの陽性反応が出たため、80試合の出場停止処分を受けた。オフにはアリゾナフォールリーグのスコッツデール・スコーピオンズでプレーした。
2022年はメジャーで2試合に登板した。オフの12月19日DFAとなった。

### ホワイトソックス時代
2022年12月22日にケイド・マックラーとのトレードでシカゴ・ホワイトソックスへ移籍した。
2023年は癌から復帰した抑えのリアム・ヘンドリックスがトミー・ジョン手術で離脱した影響もあり抑えを任されることになった。

### マリナーズ時代
2024年2月3日にザック・デローシュ、プリランダー・ベロア、2024年の戦力均衡ラウンドBドラフト指名権（全体69位）とのトレードでシアトル・マリナーズへ移籍した。

## 詳細情報

### 年度別投手成績
| 年 度    | 球 団    | 登 板 | 先 発 | 完 投 | 完 封 | 無 四 球 | 勝 利 | 敗 戦 | セ 丨 ブ | ホ 丨 ル ド | 勝 率 | 打 者 | 投 球 回 | 被 安 打 | 被 本 塁 打 | 与 四 球 | 敬 遠 | 与 死 球 | 奪 三 振 | 暴 投 | ボ 丨 ク | 失 点 | 自 責 点 | 防 御 率 | W H I P |
| -------- | -------- | ----- | ----- | ----- | ----- | -------- | ----- | ----- | -------- | ----------- | ----- | ----- | -------- | -------- | ----------- | -------- | ----- | -------- | -------- | ----- | -------- | ----- | -------- | -------- | ------- |
| 2021     | SF       | 3     | 0     | 0     | 0     | 0        | 0     | 2     | 0        | 1           | .000  | 13    | 2.0      | 5        | 3           | 2        | 0     | 0        | 3        | 0     | 0        | 6     | 5        | 22.50    | 3.50    |
| 2022     | SF       | 2     | 0     | 0     | 0     | 0        | 0     | 0     | 0        | 0           | ----- | 17    | 3.2      | 3        | 0           | 3        | 0     | 0        | 2        | 0     | 0        | 3     | 2        | 4.91     | 1.64    |
| 2023     | CWS      | 60    | 0     | 0     | 0     | 0        | 2     | 2     | 5        | 6           | .500  | 289   | 66.1     | 69       | 2           | 17       | 1     | 5        | 66       | 2     | 1        | 29    | 25       | 3.39     | 1.30    |
| 2024     | SEA      | 8     | 0     | 0     | 0     | 0        | 0     | 1     | 0        | 2           | .000  | 31    | 7.1      | 7        | 0           | 1        | 0     | 1        | 6        | 0     | 1        | 4     | 4        | 4.91     | 1.09    |
| MLB：4年 | MLB：4年 | 73    | 0     | 0     | 0     | 0        | 2     | 5     | 5        | 9           | .286  | 350   | 79.1     | 84       | 5           | 23       | 1     | 6        | 77       | 2     | 2        | 41    | 36       | 4.08     | 1.35    |

- 2024年度シーズン終了時

### 年度別守備成績
| 年 度 | 球 団 | 投手（P） | 投手（P） | 投手（P） | 投手（P） | 投手（P） | 投手（P） |
| 年 度 | 球 団 | 試 合     | 刺 殺     | 補 殺     | 失 策     | 併 殺     | 守 備 率  |
| ----- | ----- | --------- | --------- | --------- | --------- | --------- | --------- |
| 2021  | SF    | 3         | 0         | 0         | 0         | 0         | ----      |
| 2022  | SF    | 2         | 0         | 0         | 0         | 0         | ----      |
| 2023  | CWS   | 60        | 3         | 6         | 0         | 0         | 1.000     |
| 2024  | SEA   | 8         | 2         | 3         | 0         | 0         | 1.000     |
| MLB   | MLB   | 73        | 5         | 9         | 0         | 0         | 1.000     |

- 2024年度シーズン終了時

### 背番号
- 78（2021年 - 2022年）
- 60（2023年）
- 48（2024年 - ）